# ジョゼ (ブラジル公)
ブラジル公ジョゼ（ポルトガル語: José, Príncipe do Brasil、1761年8月20日 - 1788年9月11日）は、ポルトガルの王位継承者。ブラジル公、ブラガンサ公およびベイラ公。ポルトガル女王マリア1世とその夫君ペドロ3世の間の長男。全名はジョゼ・フランシスコ・シャヴィエル・デ・パウラ・ドミンゴス・アントニオ・アゴスティーニョ・アナスタシオ・デ・ブラガンサ（ポルトガル語: José Francisco Xavier de Paula Domingos António Agostinho Anastácio de Bragança）。

## 生涯
ジョゼは当時の王位継承者だったマリア1世夫妻の第一子、長男としてリスボン郊外のアジュダ宮殿で生まれ、当時の国王である祖父にして伯父のジョゼ1世の洗礼名を受け継いだ。ジョゼ1世はそれまでブラガンサ王家の第一王女にのみ与えられてきたベイラ公の称号を、初孫ジョゼに与えた。王位継承者である母親のブラジル女公マリアが女性だったため、彼女に男子の後継者が生まれたことは非常に喜ばれた。
1777年2月21日、15歳のジョゼは母の妹で30歳のマリア・フランシスカ・ベネディタ王女と結婚した。ベネディタは魅力的な女性で、以前からジョゼの有力な花嫁候補だった。この甥と叔母の結婚は、国王ジョゼ1世の強い意志で実現したものでもあった。二人の結婚から3日後、ベイラ公ジョゼの祖父にして義父である国王ジョゼ1世が亡くなり、母マリア1世が即位した。ジョゼはポルトガル王太子となり、同時にブラジル公および第16代ブラガンサ公となった。
ブラジル公ジョゼは1788年に天然痘に罹り、リスボン港に停泊していた王家の儀式用遊覧船の上で急死した。ジョゼと妻ベネディタ王女の間に子供はなく、弟のジョアン（後のジョアン6世）が王太子となった。ジョゼの母マリア1世と妻ベネディタ王女の嘆きは深く、特にマリア1世の精神異常は後継ぎ息子の早世によりひどく悪化した。
ジョゼの遺骸はブラガンサ家の歴代国王が眠るサン・ヴィセンテ・デ・フォーラ修道院に安置された。